# Adrián Luna
Adrián Nicolás Luna Retamar (ur. 12 kwietnia 1992 w Tacuarembó) – urugwajski piłkarz występujący na pozycji prawego skrzydłowego, obecnie zawodnik meksykańskiego Veracruz.

## Kariera klubowa
Luna pochodzi z miasta Tacuarembó, gdzie wychowywał się wraz z matką i trójką rodzeństwa w dzielnicy El Sandú. Treningi piłkarskie rozpoczynał w lokalnych amatorskich zespołach Fiat Lux, Estudiantes i CA Progreso. W wieku czternastu lat wyjechał do stołecznego Montevideo, dołączając do czołowej w Urugwaju akademii juniorskiej klubu Defensor Sporting. Do pierwszej drużyny został włączony w wieku siedemnastu lat przez tymczasowego szkoleniowca Hebera Silvę Canterę i w urugwajskiej Primera División zadebiutował 6 lutego 2010 w wygranym 1:0 spotkaniu z Nacionalem. Mimo młodego wieku szybko został jednym z ważniejszych i regularnie (choć głównie jako rezerwowy) grających zawodników ofensywnych Defensora. Premierowego gola w najwyższej klasie rozgrywkowej strzelił 12 października 2010 w wygranej 3:1 konfrontacji z El Tanque Sisley. W sezonie 2010/2011 wywalczył z Defensorem wicemistrzostwo Urugwaju, a ogółem jego barwy reprezentował przez półtora roku, będąc uznawanym za jednego z najbardziej utalentowanych młodych piłkarzy w kraju.
W lipcu 2011 Luna za sumę miliona euro przeszedł do hiszpańskiego RCD Espanyol, jednak włodarze klubu z Barcelony od razu wypożyczyli go do drugoligowego zespołu Gimnàstic de Tarragona. Tam spędził kolejne sześć miesięcy, regularnie pojawiając się na boiskach w roli rezerwowego, po czym udał się na półroczne wypożyczenie do kolejnego drugoligowca – ekipy CE Sabadell FC. Tam również nie odniósł większych sukcesów (na koniec sezonu dopiero dziewiętnasta pozycja w lidze, utrzymanie tylko dzięki warunkowej relegacji rezerw Villarrealu), a bezpośrednio po tym powrócił do ojczyzny, zasilając na zasadzie wypożyczenia stołecznego giganta – Club Nacional de Football. W ekipie tej spędził rok (pod okiem trenera Gustavo Díaza – swojego byłego przełożonego z Defensora), współtworząc siłę ofensywną drużyny z graczami takimi jak Gonzalo Bueno, Sebastián Abreu, Vicente Sánchez czy Iván Alonso.
We wrześniu 2013 Luna rozwiązał kontrakt z Espanyolem i jako wolny zawodnik powrócił do swojego macierzystego Defensora Sporting. Tam spędził kolejne dwa lata w roli kluczowego gracza, jednak nie zdołał osiągnąć poważniejszych sukcesów drużynowych. We wrześniu 2015 zdecydował się na wyjazd do Meksyku – został piłkarzem klubu Tiburones Rojos de Veracruz, który natychmiast wypożyczył go do drugoligowego Venados FC z siedzibą w Méridzie. Na zapleczu ligi meksykańskiej spędził w barwach Venados rok; notował bardzo udane indywidualne występy, a również po powrocie do Veracruz kontynuował dobrą passę. W Liga MX zadebiutował 16 lipca 2016 w przegranym 0:2 meczu z Querétaro, zaś pierwszą bramkę strzelił 6 sierpnia w przegranym 2:4 pojedynku z Américą. W roli podstawowego piłkarza jeszcze w tym samym roku zajął z Veracruz drugie miejsce w superpucharze Meksyku – Supercopa MX.

## Kariera reprezentacyjna
W kwietniu 2009 Luna został powołany przez Ronalda Marcenaro do reprezentacji Urugwaju U-17 na Mistrzostwa Ameryki Południowej U-17. Na chilijskich boiskach był podstawowym graczem swojej drużyny – rozegrał sześć spotkań na siedem możliwych (wszystkie w wyjściowym składzie) i strzelił dwa gole w meczu z Ekwadorem (3:1). Jego kadra uplasowała się ostatecznie na trzecim miejscu w rozgrywkach. Cztery miesiące później znalazł się w składzie na Mistrzostwa Świata U-17 w Nigerii; tam również miał niepodważalne miejsce na skrzydle i wystąpił we wszystkich pięciu meczach (we wszystkich w pierwszej jedenastce). Dwukrotnie wpisał się na listę strzelców – w fazie grupowej z Algierią (2:0) oraz w ćwierćfinale z Hiszpanią (3:3, 2:4 k). Porażka w serii rzutów karnych w ostatnim z wymienionych spotkań zakończyła udział Urugwajczyków w juniorskim mundialu.
W styczniu 2011 Luna w barwach reprezentacji Urugwaju U-20 prowadzonej przez Juana Verzeriego wziął udział w Mistrzostwach Ameryki Południowej U-20. Podczas turnieju rozgrywanego w Peru rozegrał wszystkie dziewięć meczów w wyjściowym składzie i był najskuteczniejszym graczem kadry – strzelił po golu w meczach z Chile (4:0), Kolumbią (1:0) oraz w drugim spotkaniu z Chile (1:0). Zajął wraz z urugwajskim zespołem drugie miejsce w turnieju, a po sześciu miesiącach został powołany na Mistrzostwa Świata U-20 w Kolumbii. Wystąpił tam w dwóch z trzech meczów (w obydwóch w pierwszym składzie) i strzelił jedyną bramkę swojej drużyny na tamtym młodzieżowym mundialu – w fazie grupowej z Nową Zelandią (1:1). Urugwajczycy spisali się znacznie poniżej oczekiwań i zajęli wówczas ostatnie miejsce w grupie.

## Statystyki kariery
| Defensor Sporting   | 2009–2010 | Urugwaj   | Primera División | 13  | 0  | –  | –       | –       | –  | –   | 13  | 0  |
| Defensor Sporting   | 2010–2011 | Urugwaj   | Primera División | 25  | 4  | –  | –       | CS      | 5  | 2   | 30  | 6  |
| Gimnàstic Tarragona | 2011–2012 | Hiszpania | Segunda División | 18  | 2  | 1  | 0       | –       | –  | –   | 19  | 2  |
| CE Sabadell         | 2011–2012 | Hiszpania | Segunda División | 12  | 0  | –  | –       | –       | –  | –   | 12  | 0  |
| Nacional            | 2012–2013 | Urugwaj   | Primera División | 20  | 3  | –  | –       | CS + CL | 4  | 1   | 24  | 4  |
| Defensor Sporting   | 2013–2014 | Urugwaj   | Primera División | 21  | 4  | –  | –       | CL      | 7  | 1   | 28  | 5  |
| Defensor Sporting   | 2014–2015 | Urugwaj   | Primera División | 28  | 7  | –  | –       | –       | –  | –   | 28  | 7  |
| Defensor Sporting   | 2015–2016 | Urugwaj   | Primera División | 2   | 1  | –  | –       | CS      | 1  | 0   | 3   | 1  |
| Venados             | 2015–2016 | Meksyk    | Ascenso MX       | 23  | 5  | 3  | 0       | –       | –  | –   | 26  | 5  |
| Veracruz            | 2016–2017 | Meksyk    | Liga MX          | 27  | 2  | 7  | 1       | –       | –  | –   | 34  | 3  |
| Veracruz            | 2017–2018 | Meksyk    | Liga MX          |     |    |    |         | –       | –  | –   |     |    |
| Ogółem              |           |           |                  |     |    |    |         |         |    |     |     |    |
| Urugwaj             | Urugwaj   | Urugwaj   | 109              | 19  | –  | –  | CS + CL | 17      | 4  | 126 | 23  |    |
| Hiszpania           | Hiszpania | Hiszpania | 30               | 2   | 1  | 0  | –       | –       | –  | 31  | 2   |    |
| Meksyk              | Meksyk    | Meksyk    | 50               | 7   | 10 | 1  | –       | –       | –  | 60  | 8   |    |
| Ogółem              | Ogółem    | Ogółem    | Ogółem           | 189 | 28 | 11 | 1       | CS + CL | 17 | 4   | 217 | 33 |

Legenda:
- CS – Copa Sudamericana
- CL – Copa Libertadores